# Qualificazioni ai Giochi della XXVII Olimpiade (CAF)
Di seguito sono elencati gli incontri con relativo risultato della zona africana (CAF) per le qualificazioni a Sydney 2000.

## Formula
La formula prevedeva tre turni eliminatori: un turno preliminare, un turno ad eliminazione diretta ed una fase gironi.
Al turno preliminare partecipavano 18 squadre che vennero divise in 9 spareggi A/R, le vincenti degli spareggi passavo il turno.
In caso di pareggio dopo la partita di ritorno, il passaggio del turno era affidato alla regola dei gol fuori casa, se le due squadre avevano lo stesso numero di goal segnati in trasferta il passaggio del turno era affidato al golden goal.
Al primo turno partecipavano 24 squadre (9 di queste erano le squadre che avevano passato il turno preliminare), esse vennero divise in 3 gruppi da 8 squadre ciascuno. All'interno dei tre gruppi, le squadre, vennero sorteggiate a due a due in modo che tra loro disputassero spareggi A/R. Le vincitrici degli spareggi accedevano al secondo turno.
Al secondo turno partecipavano le 12 squadre che avevano passato il primo turno, esse vennero in 3 gironi A/R da 4 squadre ciascuno.
Le tre vincitrici dei gironi si qualificarono alle Olimpiadi, mentre la migliore seconda classificata accedeva allo spareggio intercontinentale da disputare contro la vincitrice del girone oceanico.

## Risultati

### Turno preliminare
Guinea-Bissau, Libia e Sierra Leone si ritirarono prima di giocare i loro rispettivi incontri.
| 6 dicembre 1998 | Seychelles | 0 – 2 | Mauritius |  |

| 13 dicembre 1998 | Mauritius | 4 – 0 | Seychelles |  |

| 29 novembre 1998 | Kenya | 1 – 0 | Tanzania |  |

| 13 dicembre 1998 | Tanzania | 2 – 0 (d.t.s.) | Kenya |  |

| 29 novembre 1998 | Uganda | 2 – 1 | Sudan |  |

| 13 dicembre 1998 | Sudan | 0 – 0 | Uganda |  |

| 29 novembre 1998 | Botswana | 3 – 0 | eSwatini |  |

| 13 dicembre 1998 | eSwatini | 2 – 2 | Botswana |  |

| 29 novembre 1998 | Namibia | 0 – 0 | Mozambico |  |

| 13 dicembre 1998 | Mozambico | 3 – 3 | Namibia |  |

| 29 novembre 1998 | Rep. del Congo | 1 – 0 | Guinea Equatoriale |  |

| 12 dicembre 1998 | Guinea Equatoriale | 1 – 1 | Rep. del Congo |  |

|  | Gabon | – | Sierra Leone |  |

|  | Sierra Leone | – | Gabon |  |

|  | Mali | – | Guinea-Bissau |  |

|  | Guinea-Bissau | – | Mali |  |

|  | RD del Congo | – | Libia |  |

|  | Libia | – | RD del Congo |  |

Passano il turno Botswana (5-2), Gabon (ritiro della Sierra Leone), Mali (ritiro della Guinea-Bissau), Mauritius (6-0), Namibia (3-3, si qualifica per la regola dei gol fuori casa), Rep. del Congo (2-1), RD del Congo (ritiro della Libia), Tanzania (2-1) e Uganda (2-1).

### Primo turno

#### Gruppo 1
| 12 giugno 1999 | Uganda | 1 – 0 | Zambia |  |

| 27 giugno 1999 | Zambia | 1 – 2 | Uganda |  |

| 13 giugno 1999 | Nigeria | 4 – 0 | Namibia |  |

| 27 giugno 1999 | Namibia | 3 – 2 | Nigeria |  |

| 13 giugno 1999 | Angola | 4 – 2 | Botswana |  |

| 27 giugno 1999 | Botswana | 0 – 4 | Angola |  |

| 13 giugno 1999 | Zimbabwe | 4 – 1 | Mauritius |  |

| 27 giugno 1999 | Mauritius | – | Zimbabwe |  |

#### Gruppo 2
| 13 giugno 1999 | Camerun | 5 – 0 | Rep. del Congo |  |

| 27 giugno 1999 | Rep. del Congo | 0 – 0 | Camerun |  |

| 13 giugno 1999 | Guinea | 4 – 1 | Gabon |  |

| 27 giugno 1999 | Gabon | 0 – 1 | Guinea |  |

| 13 giugno 1999 | Ghana | 2 – 1 | Tanzania |  |

| 27 giugno 1999 | Tanzania | 1 – 2 | Ghana |  |

| 13 giugno 1999 | Togo | 2 – 2 | Sudafrica |  |

| 27 giugno 1999 | Sudafrica | 1 – 0 | Togo |  |

#### Gruppo 3
| 13 giugno 1999 | Algeria | 1 – 3 | Costa d'Avorio |  |

| 27 giugno 1999 | Costa d'Avorio | 1 – 1 | Algeria |  |

| 13 giugno 1999 | Tunisia | 1 – 1 | Senegal |  |

| 27 giugno 1999 | Senegal | 1 – 2 | Tunisia |  |

| 13 giugno 1999 | Mali | 1 – 1 | Egitto |  |

| 27 giugno 1999 | Egitto | 3 – 1 | Mali |  |

| 13 giugno 1999 | RD del Congo | 2 – 1 | Marocco |  |

| 27 giugno 1999 | Marocco | – | RD del Congo |  |

Passano il turno Angola (8-2), Camerun (5-0), Costa d'Avorio (4-2), Egitto (4-2), Ghana (4-2), Guinea (5-1), Marocco (ritiro della RD del Congo), Nigeria (6-3), Sudafrica (3-2), Tunisia (3-2), Uganda (3-1) e Zimbabwe (ritiro delle Mauritius).

### Secondo turno

#### Gruppo 1
| Squadra  | P.ti | G | V | N | P | GF | GS | DR |
| -------- | ---- | - | - | - | - | -- | -- | -- |
| Nigeria  | 12   | 6 | 4 | 0 | 2 | 12 | 7  | +5 |
| Angola   | 12   | 6 | 4 | 0 | 2 | 13 | 9  | +4 |
| Zimbabwe | 12   | 6 | 4 | 0 | 2 | 11 | 11 | 0  |
| Uganda   | 0    | 6 | 0 | 0 | 6 | 3  | 12 | -9 |

| 16 ottobre 1999 | Nigeria | 2 – 0 | Angola |  |

| 17 ottobre 1999 | Uganda | 0 – 3 | Zimbabwe |  |

| 31 ottobre 1999 | Angola | 3 – 1 | Uganda |  |

| 31 ottobre 1999 | Zimbabwe | 2 – 1 | Nigeria |  |

| 13 febbraio 2000 | Zimbabwe | 3 – 2 | Angola |  |

| 19 febbraio 2000 | Uganda | 2 – 3 | Nigeria |  |

| 26 febbraio 2000 | Nigeria | 1 – 0 | Uganda |  |

| 26 febbraio 2000 | Angola | 4 – 2 | Zimbabwe |  |

| 12 marzo 2000 | Angola | 3 – 1 | Nigeria |  |

| 12 marzo 2000 | Zimbabwe | 1 – 0 | Uganda |  |

| 26 marzo 2000 | Uganda | 0 – 1 | Angola |  |

| 26 marzo 2000 | Nigeria | 4 – 0 | Zimbabwe |  |

#### Gruppo 2
| Squadra   | P.ti | G | V | N | P | GF | GS | DR  |
| --------- | ---- | - | - | - | - | -- | -- | --- |
| Camerun   | 15   | 6 | 5 | 0 | 1 | 12 | 4  | +8  |
| Sudafrica | 13   | 6 | 4 | 1 | 1 | 12 | 6  | +6  |
| Ghana     | 7    | 6 | 2 | 1 | 3 | 7  | 9  | -2  |
| Guinea    | 0    | 6 | 0 | 0 | 6 | 4  | 16 | -12 |

| 17 ottobre 1999 | Ghana | 2 – 2 | Sudafrica |  |

| 17 ottobre 2000 | Guinea | 0 – 3 | Camerun |  |

| 30 ottobre 1999 | Sudafrica | 3 – 1 | Guinea |  |

| 5 dicembre 1999 | Camerun | 2 – 1 | Ghana |  |

| 19 febbraio 2000 | Sudafrica | 2 – 0 | Camerun |  |

| 19 febbraio 2000 | Ghana | 2 – 0 | Guinea |  |

| 26 febbraio 2000 | Camerun | 2 – 0 | Sudafrica |  |

| 27 febbraio 2000 | Guinea | 1 – 2 | Ghana |  |

| 11 marzo 2000 | Sudafrica | 1 – 0 | Ghana |  |

| 12 marzo 2000 | Camerun | 2 – 1 | Guinea |  |

| 26 marzo 2000 | Ghana | 0 – 3 | Camerun |  |

| 26 marzo 2000 | Guinea | 1 – 4 | Sudafrica |  |

#### Gruppo 3
| Squadra        | P.ti | G | V | N | P | GF | GS | DR  |
| -------------- | ---- | - | - | - | - | -- | -- | --- |
| Marocco        | 13   | 6 | 4 | 1 | 1 | 11 | 8  | +3  |
| Egitto         | 11   | 6 | 3 | 2 | 1 | 11 | 7  | +4  |
| Costa d'Avorio | 8    | 6 | 2 | 2 | 2 | 13 | 10 | +3  |
| Tunisia        | 1    | 6 | 0 | 1 | 5 | 5  | 15 | -10 |

| 16 ottobre 1999 | Marocco | 1 – 0 | Egitto |  |

| 17 ottobre 2000 | Tunisia | 1 – 1 | Costa d'Avorio |  |

| 31 ottobre 1999 | Egitto | 2 – 1 | Tunisia |  |

| 31 ottobre 1999 | Costa d'Avorio | 4 – 1 | Marocco |  |

| 20 febbraio 2000 | Tunisia | 2 – 4 | Marocco |  |

| 20 febbraio 2000 | Costa d'Avorio | 3 – 3 | Egitto |  |

| 27 febbraio 2000 | Egitto | 2 – 1 | Costa d'Avorio |  |

| 27 febbraio 2000 | Marocco | 2 – 0 | Tunisia |  |

| 12 marzo 2000 | Egitto | 1 – 1 | Marocco |  |

| 12 marzo 2000 | Costa d'Avorio | 3 – 1 | Tunisia |  |

| 26 marzo 2000 | Marocco | 2 – 1 | Costa d'Avorio |  |

| 26 marzo 2000 | Tunisia | 0 – 3 | Egitto |  |

Si qualificano all'Olimpiade Camerun, Marocco e Nigeria; il Sudafrica si qualifica allo spareggio intercontinentale.